# Astragalus himalayanus
Astragalus himalayanus là một loài thực vật có hoa trong họ Đậu. Loài này được Klotzsch miêu tả khoa học đầu tiên.